# Vũ Văn Mẫu
Vũ Văn Mẫu (* 25. Juli 1914 in Hanoi; † 20. August 1998) war vom 28. April 1975 bis 30. April 1975 letzter Ministerpräsident der Republik Vietnam (Südvietnam).
Der in Hanoi geborene Vũ Văn Mẫu promovierte an der Universität von Paris in Rechtswissenschaften und wurde später Dekan der Fakultät für Rechtswissenschaften an der Universität von Saigon. In den 1960er Jahren war er Botschafter der Republik Vietnam in verschiedenen europäischen Staaten, später Senator. Nach der Flucht von Präsident Nguyễn Văn Thiệu und dem Scheitern von Präsident Trần Văn Hương wurde Dương Văn Minh am 28. April 1975 erneut Präsident Südvietnams und berief Vũ Văn Mẫu zum Ministerpräsidenten. Am 30. April musste Dương Văn Minh die Kapitulation gegenüber dem Nationalen Front für die Befreiung Südvietnams und die Auflösung der südvietnamesischen Regierung verkünden. Seit 1988 lebte Vũ Văn Mẫu im Exil in Paris, wo er auch starb.